# آخر كلام (فلم)
آخر كلام فيلم مصري من إنتاج عام 2008. مقتبس عن الفيلم الألماني وداعا لينين .من بطولة حسن حسني ومادلين مطر. الفيلم من إنتاج محمد السبكي. مر الفيلم بالعديد من المشاكل، حيث بدأه السيناريست محمد حفظي وكان من بطولة هيفاء وهبي وأحمد الفيشاوي. ثم انسحبت هيفاء وهبي، وانسحب كاتب السيناريو محمد حفظي بعدما قام المنتج بتغيير السيناريو الخاص به تماماً.
تاريخ عرض الفيلم يوافق عشية عيد الفطر لعام 1429 هـ.

## قصة الفيلم
تدور أحداث الفيلم حول أميرة (مادلين مطر) وهي فتاة تعشق الغناء وطموحها أن تصبح فنانة لكن والدها (حسن حسني) المتزمت يحول دون تحقيقها لهذا الطموح.
حقق الفيلم المصري أرباحاً ممتازة وصلت إلى مليون جنيه مصري في يوم واحد في عيد الفطر لعام 2008، رغم هجوم النقاد الحاد على الفيلم ووصف مستواه بالمتدني.

## بطولة
- حسن حسني
- مادلين مطر
- مدحت تيخا
- منة عرفة
- محمد أحمد ماهر
- عماد بعرور
- رضا حامد
- وائل علاء
- متولي علوان
- نورا السباعي

## روابط خارجية
- مقالات تستعمل روابط فنية بلا صلة مع ويكي بيانات